# Le Chesne (Eure)
Le Chesne és un municipi francès situat al departament de l'Eure i a la regió de Normandia. L'any 2007 tenia 496 habitants.

## Demografia

### Població
El 2007 la població de fet de Le Chesne era de 496 persones. Hi havia 177 famílies, de les quals 30 eren unipersonals (17 homes vivint sols i 13 dones vivint soles), 63 parelles sense fills, 67 parelles amb fills i 17 famílies monoparentals amb fills.
La població ha evolucionat segons el següent gràfic:
Habitants censats

### Habitatges
El 2007 hi havia 215 habitatges, 181 eren l'habitatge principal de la família, 31 eren segones residències i 3 estaven desocupats. 214 eren cases i 1 era un apartament. Dels 181 habitatges principals, 165 estaven ocupats pels seus propietaris, 12 estaven llogats i ocupats pels llogaters i 4 estaven cedits a títol gratuït; 4 tenien dues cambres, 22 en tenien tres, 48 en tenien quatre i 106 en tenien cinc o més. 125 habitatges disposaven pel capbaix d'una plaça de pàrquing. A 71 habitatges hi havia un automòbil i a 102 n'hi havia dos o més.

### Piràmide de població
La piràmide de població per edats i sexe el 2009 era:
| Homes | Edats   | Dones |
| ----- | ------- | ----- |
| 0     | 95 o +  | 0     |
| 4     | 90 a 94 | 0     |
| 4     | 85 a 89 | 4     |
| 0     | 80 a 84 | 4     |
| 0     | 75 a 79 | 8     |
| 4     | 70 a 74 | 0     |
| 8     | 65 a 69 | 8     |
| 8     | 60 a 64 | 8     |
| 16    | 55 a 59 | 16    |
| 12    | 50 a 54 | 8     |
| 12    | 45 a 49 | 20    |
| 36    | 40 a 44 | 12    |
| 8     | 35 a 39 | 28    |
| 16    | 30 a 34 | 24    |
| 8     | 25 a 29 | 8     |
| 16    | 20 a 24 | 8     |
| 12    | 15 a 19 | 8     |
| 8     | 10 a 14 | 20    |
| 20    | 5 a 9   | 20    |
| 12    | 0 a 4   | 8     |

## Economia
El 2007 la població en edat de treballar era de 331 persones, 253 eren actives i 78 eren inactives. De les 253 persones actives 221 estaven ocupades (124 homes i 97 dones) i 33 estaven aturades (17 homes i 16 dones). De les 78 persones inactives 29 estaven jubilades, 21 estaven estudiant i 28 estaven classificades com a «altres inactius».

### Ingressos
El 2009 a Le Chesne hi havia 196 unitats fiscals que integraven 553,5 persones, la mediana anual d'ingressos fiscals per persona era de 17.314 €.

### Activitats econòmiques
Dels 21 establiments que hi havia el 2007, 1 era d'una empresa extractiva, 5 d'empreses de construcció, 8 d'empreses de comerç i reparació d'automòbils, 1 d'una empresa financera, 5 d'empreses de serveis i 1 d'una empresa classificada com a «altres activitats de serveis».
Dels 4 establiments de servei als particulars que hi havia el 2009, 1 era un taller de reparació d'automòbils i de material agrícola, 1 guixaire pintor, 1 fusteria i 1 electricista.
L'any 2000 a Le Chesne hi havia 16 explotacions agrícoles que ocupaven un total de 1.140 hectàrees.

## Equipaments sanitaris i escolars
El 2009 hi havia una escola maternal integrada dins d'un grup escolar amb les comunes properes formant una escola dispersa.

## Poblacions més properes
El següent diagrama mostra les poblacions més properes.